# كوري روبنسون
كوري روبنسون (بالإنجليزية: Corey Robinson)‏ هو لاعب كرة قدم أمريكية ولاعب كرة القدم الكندية أمريكي، ولد في 29 مارس 1990 في بادوكا في الولايات المتحدة.

## روابط خارجية
- كوري روبنسون على موقع كلية كرة القدم في سبورتس رفرنس.كوم (الإنجليزية)